# Zahrebellea, Sosnîțea
Zahrebellea (în ucraineană Загребелля) este localitatea de reședință a comunei Zahrebellea din raionul Sosnîțea, regiunea Cernihiv, Ucraina.

## Demografie
Componența lingvistică a localității Zahrebellea
     Ucraineană (97,89%)
     Rusă (1,76%)
     Alte limbi (0,35%)
Conform recensământului din 2001, majoritatea populației localității Zahrebellea era vorbitoare de ucraineană (97,89%), existând în minoritate și vorbitori de rusă (1,76%).